# あすかコミックス
あすかコミックス（Asuka Comics）は、KADOKAWA（旧・角川書店発行・角川グループパブリッシング発売）の女性向け漫画単行本レーベルの総称。

## あすかコミックス
旧作の基幹レーベル。『月刊Asuka』に掲載された作品を中心に一部の『月刊ASUKAファンタジーDX』や『ミステリーDX』なども刊行されるレーベル。特徴としては、ヤドカリのマークに明朝体でASUKACOMICSと上下に交互に左右に入る。

## あすかコミックスDX
基幹レーベル。『月刊Asuka』やリニューアル後の『ASUKA』、『月刊ファンタジーDX』、『ミステリーDX』、『ビーンズエース』で掲載された作品が中心に刊行されるレーベル。なお、『ビーンズエース』掲載作品は、カドカワコミックス・エースレーベルにおいて刊行される場合もある。B6判。

## あすかコミックスCL-DX
隔月刊誌でボーイズラブ系漫画雑誌の『CIEL（旧・ASUKA CIEL）』や『CIEL Tres Tres』、『エメラルド』で掲載された作品を中心に刊行されるレーベル。なお、『CIEL』や『CIEL Tres Tres』は、『月刊Asuka』の増刊誌だった。